# Замфиреску, Владимир

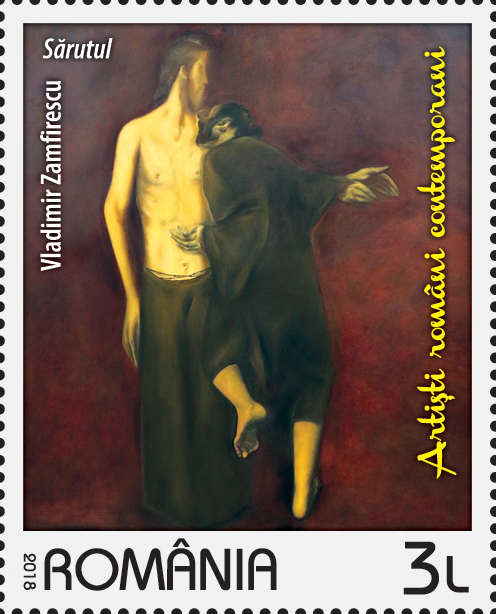
Картина В. Замфиреску «Поцелуй» на почтовой марке Румынии. 2018 г.

Михай Владимир Замфиреску (рум. Vladimir Zamfirescu; 3 мая 1936, Плоешти — 1 июня 2020, Бухарест) — румынский художник-модернист, гравёр, графический дизайнер, педагог, профессор (1991) университета искусств в Бухаресте. Видный деятель румынского и европейского современного живописного искусства. Почётный гражданин Плоештийского края (2007).

## Биография
В 1954 году окончил Национальный колледж им. И. Л. Караджале в Плоешти. В 1958 году окончил архитектурно-градостроительный техникум.
В 1966 году окончил Институт изящных искусств имени Николае Григореску в Бухаресте, ученик Корнелиу Баба. В 1968 году получил аттестат церковного художника.
С 1968 года — член Союза художников Румынии.
Работы В. Замфиреску хранятся в частных коллекциях и известных художественных музеях Франции, Англии (Современная галерея Тейт в Лондоне), Италии, Германии, Испании, Австрии, Швейцарии, Нидерландов, Швеции, Норвегии, Португалии, Греции, России (Пушкинский музей), Ирана, Турции, Польши, США.
Некоторые из его работ можно увидеть в королевских коллекциях, в великих Пинакотеках мира, а также в коллекциях произведений искусства некоторых глав государств — Норвегии, Дании, Италии, Китая, Болгарии, а также в Собрании современного искусства музея Ватикана.

## Награды и отличия
- Орден «За верную службу» (2003)
- Профессор Honoris Causa 
университета искусств в Бухаресте
- Почётный доктор университета Клуж-Напока (2006)
- Премия Международной триеннале графических искусств в Софии (1971)
- Стипендия Римской академии изящных искусств
- Премия жюри Союза художников Румынии (1982)
- Премия им. Николае Григореску за выдающиеся достижения Румынского союза работодателей

Похоронен на кладбище Беллу в Бухаресте.